# Fabio Püntener
Fabio Püntener (1999) es un deportista suizo que compite en ciclismo de montaña en la disciplina de campo a través. Ganó una medalla de bronce en el Campeonato Europeo de Ciclismo de Montaña de 2020, en la prueba por relevos.

## Medallero internacional
| Campeonato Europeo | Campeonato Europeo  | Campeonato Europeo | Campeonato Europeo         |
| Año                | Lugar               | Medalla            | Competición                |
| ------------------ | ------------------- | ------------------ | -------------------------- |
| 2020               | Monteceneri (Suiza) | Medalla de bronce  | Campo a través por relevos |